# Sennan
Sennan (泉南市 -shi) é uma cidade japonesa localizada na província de Osaka.
Em Janeiro de 2006 a cidade tinha uma população estimada em 65 971 habitantes e uma densidade populacional de 1 393,55 h/km². Tem uma área total de 47,34 km².
Recebeu o estatuto de cidade a 1 de Julho de 1970.